# Argia oculata
Argia oculata là một loài chuồn chuồn kim trong họ Coenagrionidae.
Argia oculata is in 1865 voor het eerst wetenschappelijk beschreven door Hagen in Selys.